# Лондонски споразум (1827)
Лондонски уговор (енгл. Treaty of London, фр. Traités de Londres, рус. Лондонская конвенция) потписали су у Лондону 6. јула 1827. Уједињено Краљевство Велике Британије и Ирске, Француска рестаурација Бурбона и Руска империја. Три главне европске силе позвале су Грчку и Османско царство да прекину непријатељства која су трајала откако су се Грци побунили против отоманске власти 17. марта 1821. После година преговора, европске савезничке силе су коначно одлучиле да се умешају у рат на страни Грка. Савезничке силе су хтеле да споразум углавном изазове Османско царство да створи независну грчку државу. У њему се наводи да ће, док ће Османско царство признати независност Грчке, османски султан бити врховни владар Грчке. Споразум је објавио намеру три савезника да посредују између Грка и Османлија. Основни аранжман је био да Грчка буде зависна од Османлија и да као таква плаћа данак. Додати су додатни чланци како би се детаљно објаснио одговор ако султан одбије понуду посредовања и настави непријатељства у Грчкој. У чланцима је било детаљно наведено да су Турци имали месец дана да прихвате посредовање или да савезничке силе оформе партнерство са Грцима кроз комерцијалне односе. Усвојене су и мере да ће, уколико султан одбије примирје, Савезници употребити одговарајућу силу да обезбеде усвајање примирја.
Међутим, Османско царство, заснивајући своју одлуку на наводно супериорним поморским снагама, одбило је да прихвати споразум. Лондонски споразум је дозволио трима европским силама да интервенишу у име Грка. У поморској бици код Наварина, 20. октобра 1827. године, савезници су разбили комбиновану османско-египатску флоту у огромној победи која је снажно и ефикасно створила независну грчку државу.
Лондонски споразум је такође обавезао Русију на обећање да неће покушавати било какво територијално проширење на рачун Турске нити да обезбеди било какву ексклузивну комерцијалну предност од Турске као резултат било ког накнадног рата Русије са Турском. Рат између Русије и Турске, предвиђен споразумом, заправо је избио у јуну 1828. када су руске трупе прешле Дунав у провинцију Добруџу под османском контролом. Рат је постао Руско-турски рат. Једренским миром, који су Русија и Турска потписале 14. септембра 1829, окончан је Руско-турски рат. Осим што је признала независност Грчке, Турска је уговором била приморана да Русији преда делту Дунава и њена острва и значајан део Црног мора јужно од ушћа Кубања. Због нових територијалних аранжмана и других чланова садржаних у уговору, Уједињено Краљевство и друге европске силе су почеле да сматрају да Адријанопољски уговор крши обећања која је Русија дала у Споразуму из 1827.